# Surtshellir
Surtshellir és una cova de lava situada a l'oest d'Islàndia, a uns 60 km de l'assentament de Borgarnes. D'aproximadament una milla de longitud, és la cova més llarga d'aquest país. Va ser el primer tub de lava conegut al món, almenys pels espeleòlegs moderns, i va romandre com el tub de lava més llarg conegut fins a finals del segle xix. Tot i que es va esmentar a l'obra històric-geogràfica medieval Landnámabók, Eggert Ólafsson va ser el primer a donar una documentació exhaustiva de la cova en els seus viatges de 1750 a la regió. Té el nom del gegant del foc Surtr, una figura destacada de la mitologia nòrdica, que es profetitza que un dia va engolir el món en el foc de la seva espasa en flames.
En ser d'origen volcànic, les parets de l'interior estan compostes per capes vitrificades de magma i basalt. El sostre de la cova té uns 10 metres d'alçada al punt més alt i els túnels fan uns 15 m d'amplada amb la seva amplada màxima. El sòl està cobert per una capa perpètua de gel i fragments caiguts de lava solidificada, i els grans espeleotemes de gel són habituals a la cova. L'alçada del sostre és molt variable a tota la cova i a les darreres extremitats és de només 2–4 m.
Al segle x, la cova i els passadissos que surten de la caverna principal es van utilitzar com a amagatalls per a marginats i bandolers que robaven bestiar als pagesos i pastors que vivien a la zona. S'han trobat proves de la seva existència en forma d'ossos d'ovelles i bous menjats per alimentar-se a diversos túnels; Un dels mateixos túnels també havia estat equipat amb una porta de fabricació humana.
La cova ha estat durant molt de temps una font de superstició per als islandesos que habiten les muntanyes pròximes. Eggert Ólafsson va recordar que els habitants locals havien advertit dels fantasmes que es deia que habitaven al seu interior i se li va assegurar que el seu partit seria assassinat per si entraven. Es va dir que el mateix Surtr va viure dins de la cova i, sent un gegant del foc, va ser la causa de la creació de la cova.
Surtshellir es troba molt a prop d'una altra cova de lava, Stefánshellir, amb la qual forma un complex conegut com el sistema Surtshellir-Stefánshellir.
Ambdues coves estaven profusament decorades amb lavacicles i estalagmites de lava en el passat, basant-se en la prospecció dels troncs trencats i trossos destrossats d'aquestes formacions. Això es deu tant al vandalisme intencionat dels caçadors de records com a l'alt trànsit a través de les coves, amb visitants que trencaven els fragments més fràgils de les formacions. Es tracta d'un fet lamentable en moltes coves islandeses.
- L'entrada al tub de lava Surtshellir al camp de lava Hallmundarhraun, amb Eiríksjökull al fons.
- Entrada, vista des de dins. La llosa blanca és gel, que es conservava a l'estiu.
- MFormes de passatge típiques del sistema de tubs de lava Surtshellir-Stefanshellir, que mostren parets intactes i terres de pahoehoe.